# Juwes

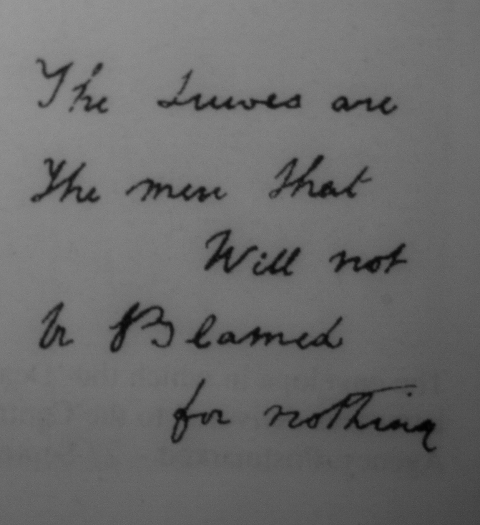
A transcrição (com os erros gramaticais originais e a palavra "Juwes") do Grafite de Goulston Street, achado após o assassinato de Catherine Eddowes.

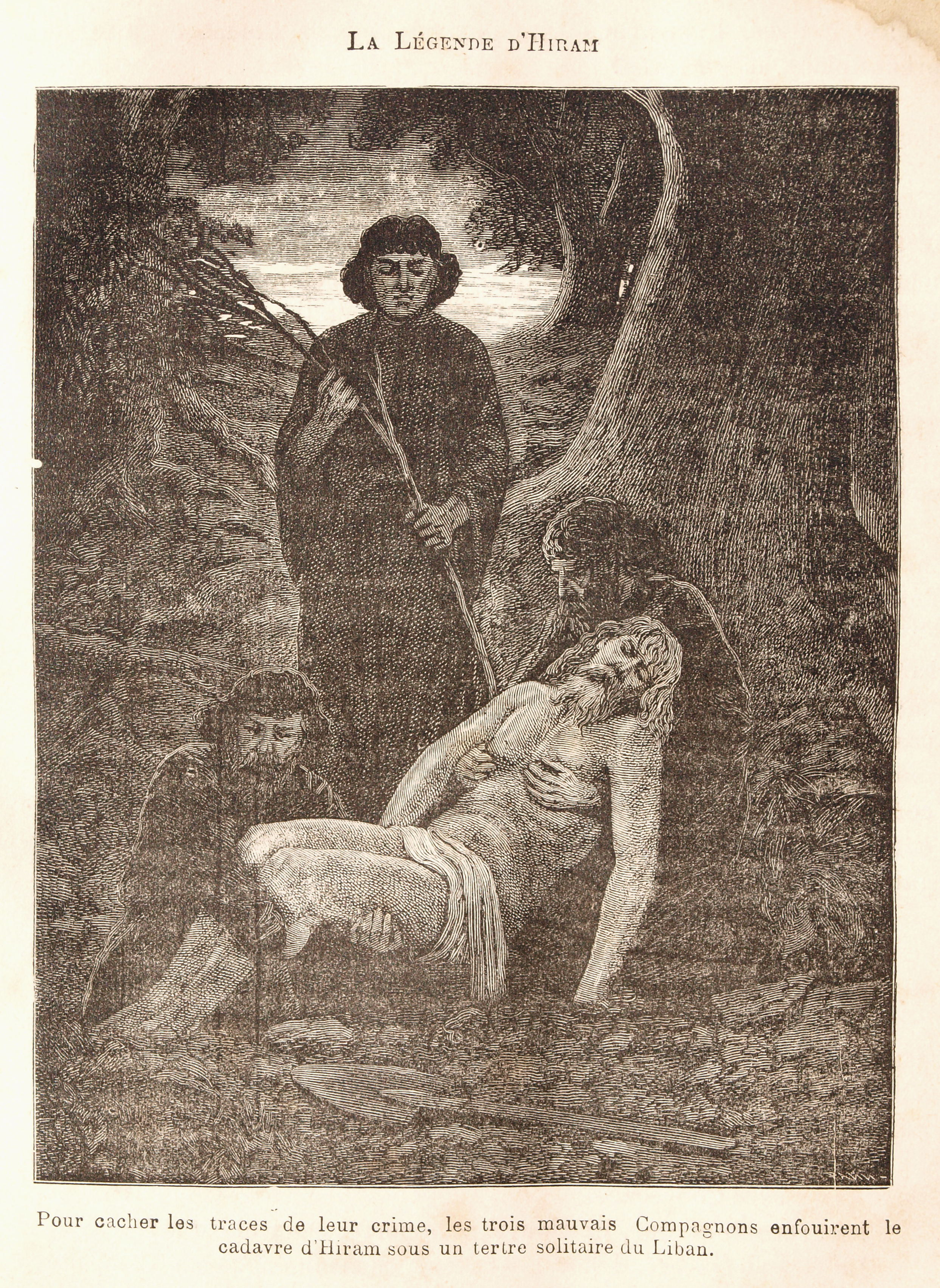
Os assassinos de Hiram Abiff: Jubela, Jubelo e Jubelum: os Juwes segundo Stephen Knight, desenho de Pierre Méjanel

De acordo com o escritor Stephen Knight, a palavra Juwes, que aparece na inscrição da Goulston Street e que ele atribui a Jack, o Estripador, não seria um erro de grafia na grafia da palavra Judeus , mas uma contração das palavras Jubela, Jubelo e Jubelum , pelos quais certas variantes da lenda de Hiram designam os três assassinos de Hiram Abiff .

## Explicação
Embora Knight seja o primeiro a usar Juwes para se referir a essas três pessoas , sua sugestão foi ecoada em obras de ficção que aludem aos assassinatos, como o filme Assassinato por Ordem  e a história em quadrinhos Do Inferno. Este último foi adaptado para o cinema pelos irmãos Hughes em 2001 com o mesmo nome de From Hell .
O "Guia do maçom escocês", publicado na França entre 1806 e 1811, e conhecido por ser quase idêntico à famosa divulgação "Três batidas distintas", publicada em Dublin e Londres em abril de 1760, menciona o  , "Jubelas, Jubelos e Jubelum", mas não "Juwes".

## Posteridade
Mais recentemente, dois outros autores britânicos, Christopher Knight e Robert Lomas, adotaram essa ideia, acompanhando-a com sua própria versão da lenda de Hiram. Segundo eles, essa lenda  Maçônica teria sua origem no assassinato do Faraó Séqénenrê Taâ, que os próprios maçons teriam ignorado até sua suposta descoberta.